# Basilorne huppé
Basilornis galeatus
Espèce
Statut de conservation UICN

 NT  : Quasi menacé
Le Basilorne huppé (Basilornis galeatus) est une espèce d'oiseaux de la famille des Sturnidae.
Cet oiseau est endémique des îles Banggai et Sula.